# Serau himálajský
Serau himálajský (Capricornis thar) je přežvýkavý sudokopytník z čeledi turovitých. Serau patří k podčeledi ovcí a koz, je příbuzný kamzíka a gorala. Obývá především horské oblasti severní Indie, Nepálu a Bhútánu (Himálaj), vyskytuje se však také ve východním Bangladéši a možná i v západní Barmě. Byl pozorován v nadmořských výškách až 3500 m n. m.